# Chalcophaedra zuleika
Chalcophaedra zuleika är en fjärilsart som beskrevs av Doubleday 1847. Chalcophaedra zuleika ingår i släktet Chalcophaedra och familjen bastardsvärmare. Inga underarter finns listade i Catalogue of Life.